# Severní průliv
Severní průliv nebo Severní kanál (anglicky North Channel, ir. a skot. Sruth na Maoile) je průliv mezi ostrovy Irsko a Velkou Británií. Tvoří hranici mezi Severním Irskem a Skotskem. Průliv spojuje Irské moře s Atlantským oceánem. Průliv začíná u ostrova Man a končí ústím do Hebridského moře.

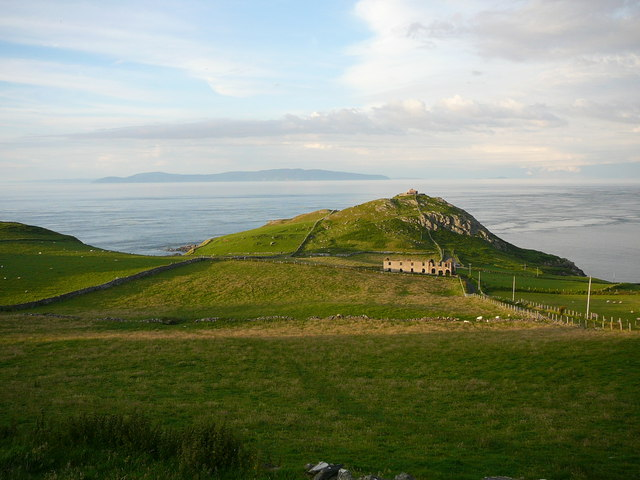
Mys Torr Head u Cushendunu v Severním Irsku, v pozadí silueta skotského poloostrova Mull of Kintyre

Jižní hranici průlivu tvoří spojnice Mull of Galloway a Ballyquintin Point. Severní hranice tvoří spojnice Portnahaven s Benbane Head. Nejužší část průlivu je mezi Mull of Kintyre a Torr Head. Nejhlubší místo je Beaufort's Dyke.

## Dálkové plavání
Severní průliv je výzvou pro dálkové plavce. Ačkoli překonávají podobnou vzdálenost jako u kanálu La Manche (kolem 40 km podle aktuálních vodních proudů), v případě Severního průlivu musejí po více než 10 hodin bez neoprenu čelit teplotě vody mezi 12 a 14 stupni (teplota kanálu La Manche je cca 19 stupňů). Situaci plavcům ztěžují mnohočetná požahání od medúz.
Severní průliv je proto považován za nejobtížnější přeplavbu ze série 7 průlivů zvané Oceans Seven. Oceans Seven je pro dálkové plavce obdobou horolezeckého projektu Koruna planety, která zahrnuje nejvyšší hory sedmi kontinentů.
Zatímco kanál La Manche již překonalo 1881 plavců, Severní průliv pouze 81 (k r. 2020). Jako první toho v roce 1947 dosáhl Angličan Tom Blower (15:26), první ženou byla v roce 1988 jeho krajanka Alison Streeter (9:53). Tento průliv překonali také dva Češi – v roce 2017 to byla Abhejali Bernardová (10:23), v roce 2018 Jaroslav Chytil (16:04).